# The Cursed Singles
The Cursed Singles è un cofanetto pubblicato dai Death SS nel 1995, che contiene, in formato 7', alcuni precedenti singoli della band, già editi; il box set è stato pubblicato dalla Avantgarde Music.

## Canzoni
1. Zombie
2. Terror
3. The night of the witch
4. Black Mummy
5. Profanation
6. Spiritualist Seance
7. In the darkness
8. The mandrake root